# Dziewczyna z Jersey (film 1992)
Dziewczyna z Jersey, amerykańska komedia romantyczna z 1992 roku.

## Obsada
- Joseph Mazzello: Jason
- Aida Turturro: Angie, przyjaciółka Toby
- Dylan McDermott: Sal
- Richard Maldone: Bobby
- Regina Taylor: Rosie, sekretarka Sala
- Jordan Dean: Tim
- Molly Price: Cookie, przyjaciółka Toby, fryzjerka
- Amy Sakasitz: Monica
- Philip Casnoff: Mitchell, kolega Sala,wyjątkowo wredny typ
- Joseph Bologna: Bennie Mastallone, ojciec Toby
- Sheryl Lee: Tara
- Jami Gertz: Toby Mastallone
- Mary Beth Peil: Nauczycielka
- Lori Anne Mahl: Cookie's Salon Patron
- Page Johnson: Maitre D'
- Marc McQue: Kenneth
- Buckley Norris: Ochroniarz